# T-BOLAN 〜夏の終わりに BEST〜 LOVE SONGS+1 & LIFE SONGS
『T-BOLAN 〜夏の終わりに BEST〜 LOVE SONGS+1 & LIFE SONGS』（ティー・ボラン なつのおわりに ベスト・ラブ・ソングス・プラス・ワン・アンド・ライフ・ソングス）は、T-BOLANのベスト・アルバム。2017年8月16日発売。発売元はBeing。

## 内容
- 2017年6月の活動再開を受け、過去にリリースされた『夏の終わりに 〜Acoustic Version〜』と『夏の終わりにII 〜Lookin' for the eighth color of the rainbow〜』という2枚のアコースティック・ミニアルバムを軸に、メンバーが選曲した初のコンセプト・ベスト・アルバム。
- ベスト・アルバムの選曲にメンバーが関与するのは、本作が初と銘打たれている。
- 2枚のディスクにはそれぞれ「LOVE SONGS+1」と「LIFE SONGS」が刻印とされており、それぞれをテーマに沿って選曲された楽曲が収録されている。
- 「LOVE SONGS+1」には約21年ぶりとなる新曲『ずっと君を』を収録している。
- 特典DVDには、11曲のライブ映像が収録されている。

## 収録曲

### DISC1LOVE SONGS+1
1. ずっと君を
  - 作詞・作曲:森友嵐士 編曲:T-BOLAN･葉山たけし

新曲。
2. 夏の終わりに
  - 作詞:森友嵐士 作曲:五味孝氏 編曲:T-BOLAN･葉山たけし

1stアコースティック・ミニアルバム『夏の終わりに 〜Acoustic Version〜』収録曲。
3. サヨナラから始めよう 〜Acoustic Version〜
  - 作詞:森友嵐士 作曲:織田哲郎 編曲:T-BOLAN･葉山たけし

4thシングル。本作に収録されているのは、『夏の終わりに 〜Acoustic Version〜』に収録されているバージョン。
4. 10 Years Love Stoy
  - 作詞・作曲:森友嵐士 編曲:T-BOLAN･葉山たけし

14thシングル「愛のために 愛の中で」のカップリング曲。
5. シャイなJealousy 〜Acoustic version〜
  - 作詞・作曲:森友嵐士 編曲:T-BOLAN･葉山たけし

7thシングル「おさえきれない この気持ち」のカップリング曲。本作に収録されているのは、2ndアコースティック・ミニアルバム『夏の終わりにII 〜Lookin' for the eighth color of the rainbow〜』に収録されているバージョン。
6. すれ違いの純情 〜Acoustic version〜
  - 作詞:森友嵐士 作曲:織田哲郎 編曲:T-BOLAN･葉山たけし

8thシングル。本作に収録されているのは、『夏の終わりにII 〜Lookin' for the eighth color of the rainbow〜』に収録されているバージョン。
7. Dear
  - 作詞:森友嵐士 作曲:五味孝氏 編曲:T-BOLAN・明石昌夫

5thアルバム『LOOZ』収録曲。
8. BOY
  - 作詞:森友嵐士･青木和義 作曲:森友嵐士 編曲:T-BOLAN・明石昌夫

3rdアルバム『SO BAD』収録曲。
9. マリア 〜Acoustic version〜
  - 作詞・作曲:森友嵐士 編曲:T-BOLAN･葉山たけし

12thシングル。本作に収録されているのは、『夏の終わりにII 〜Lookin' for the eighth color of the rainbow〜』に収録されているバージョン。
10. 遠い恋のリフレイン
  - 作詞・作曲:森友嵐士 編曲:T-BOLAN･葉山たけし

『夏の終わりに 〜Acoustic Version〜』収録曲。2010年にコブクロがアルバム『ALL COVERS BEST』にてこの曲をカヴァーしている。
11. 離したくはない 〜Acoustic version〜
  - 作詞・作曲:森友嵐士 編曲:西田昌史

2ndシングル。本作に収録されているのは、2ndアルバム『BABY BLUE』に収録されているバージョン。
12. 真夜中のLove Song
  - 作詞・作曲:森友嵐士 編曲:T-BOLAN

『LOOZ』収録曲。
13. Lovin' you
  - 作詞:森友嵐士 作曲:五味孝氏 編曲:T-BOLAN・明石昌夫

『BABY BLUE』収録曲。

### DISC2LIFE SONGS
1. HOW DO YOU FEEL? 
  - 作詞・作曲:森友嵐士 編曲:T-BOLAN･葉山たけし

13thシングル「SHAKE IT」のカップリング曲。
2. 悲しみが痛いよ 〜Acoustic version〜
  - 作詞・作曲:川島だりあ 編曲:T-BOLAN･葉山たけし

1stシングル。本作に収録されているのは、『夏の終わりにII 〜Lookin' for the eighth color of the rainbow〜』に収録されているバージョン。
3. あふれでる感情 〜Acoustic version〜
  - 作詞・作曲:森友嵐士 編曲:T-BOLAN･葉山たけし

『BABY BLUE』収録曲。本作に収録されているのは、『夏の終わりに 〜Acoustic Version〜』に収録されているバージョン。
4. いじけた視線を君に語るより 光を見たい
  - 作詞・作曲:森友嵐士 編曲:T-BOLAN･明石昌夫

10thシングル「わがままに抱き合えたなら」のカップリング曲。
5. 泥だらけのエピローグ 〜Acoustic version〜
  - 作詞・作曲:森友嵐士 編曲:T-BOLAN･葉山たけし

4thアルバム『HEART OF STONE』収録曲。本作に収録されているのは、『夏の終わりにII 〜Lookin' for the eighth color of the rainbow〜』に収録されているバージョン。
6. Teenage Blue 〜Acoustic version〜
  - 作詞・作曲:森友嵐士 編曲:T-BOLAN･葉山たけし

3rdシングル「JUST ILLUSION」のカップリング曲。本作に収録されているのは、『夏の終わりに 〜Acoustic Version〜』に収録されているバージョン。
7. Lookin' for the eighth color of the rainbow 〜8番目の虹の色をさがしに〜
  - 作詞・作曲:森友嵐士 編曲:T-BOLAN･葉山たけし

『夏の終わりにII 〜Lookin' for the eighth color of the rainbow〜』収録曲。
8. Friends
  - 作詞・作曲:森友嵐士 編曲:T-BOLAN・葉山たけし

4thアルバム『HEART OF STONE』収録曲。
9. Happiness
  - 作詞･作曲:森友嵐士 編曲:T-BOLAN・明石昌夫

8thシングル「すれ違いの純情」のカップリング曲。
10. あこがれていた大人になりたくて
  - 作詞･作曲:森友嵐士 編曲:T-BOLAN・明石昌夫

『SO BAD』収録曲。
11. Shiny Days
  - 作詞・作曲:森友嵐士 編曲:T-BOLAN・葉山たけし

『HEART OF STONE』収録曲。
12. Heart of Gold 〜Acoustic version〜
  - 作詞:森友嵐士 作曲:川島だりあ 編曲:T-BOLAN・葉山たけし

「離したくはない」のカップリング曲。本作に収録されているのは、『夏の終わりに 〜Acoustic Version〜』に収録されているバージョン。
13. 愛のために 愛の中で
  - 作詞・作曲：森友嵐士　編曲:T-BOLAN・葉山たけし

14thシングル。

### DVD
1. 悲しみが痛いよ (2nd TOUR 『BABY BLUE』 1992/7/2 日本青年館)
  - 作詞・作曲:川島だりあ 編曲:T-BOLAN･葉山たけし
2. 離したくはない (2nd TOUR 『BABY BLUE』 1992/7/2 日本青年館)
  - 作詞・作曲:森友嵐士 編曲:西田昌史
3. サヨナラから始めよう (3rd TOUR 『SO BAD』 1992/12/26 渋谷公会堂)
  - 作詞：森友嵐士 作曲：織田哲郎 編曲：T-BOLAN・明石昌夫
4. じれったい愛 (4th TOUR 『LIVE HEAVEN 1993 -HEART OF STONE-』 1993/7/2 渋谷公会堂)
  - 作詞・作曲：森友嵐士 編曲：T-BOLAN・明石昌夫
5. Bye For Now (5th TOUR 『LIVE HEAVEN '93 -'94 -LOOZ-』 1994/3/19 中野サンプラザ)
  - 作詞・作曲：森友嵐士 編曲：T-BOLAN・明石昌夫
6. 傷だらけを抱きしめて (5th TOUR 『LIVE HEAVEN '93 -'94 -LOOZ-』 1994/3/19 中野サンプラザ)
  - 作詞・作曲：森友嵐士 編曲：T-BOLAN・明石昌夫
7. おさえきれない この気持ち　(5th TOUR 『LIVE HEAVEN '93 -'94 -LOOZ-』 1994/3/19 中野サンプラザ)
  - 作詞・作曲：森友嵐士 編曲：T-BOLAN・明石昌夫
8. BOY　(5th TOUR 『LIVE HEAVEN '93 -'94 -LOOZ-』 1994/3/19 中野サンプラザ)
  - 作詞:森友嵐士･青木和義 作曲:森友嵐士 編曲:T-BOLAN・明石昌夫
9. マリア　(5th TOUR 『LIVE HEAVEN '94-'95』 1995/2/5 NHKホール)
  - 作詞・作曲：森友嵐士 編曲:T-BOLAN・明石昌夫
10. My life is My way (5th TOUR 『LIVE HEAVEN '94-'95』 1995/2/5 NHKホール)
  - 作詞・作曲：森友嵐士 編曲：明石昌夫・T-BOLAN
11. Heart of Gold (3rd TOUR 『SO BAD』 1992/12/26 渋谷公会堂)
  - 作詞：森友嵐士 作曲：川島だりあ 編曲：T-BOLAN・明石昌夫